# Joel Castro Pereira
Joel Dinis Castro Pereira, född 28 juni 1996 i Boudevilliers i Schweiz, är en schweizisk-portugisisk fotbollsmålvakt som spelar för RKC Waalwijk.

## Klubbkarriär
Sommaren 2012 lämnade Castro Pereira födelselandet Schweiz och Neuchâtel Xamax för spel i Manchester United. Hösten 2015 gjorde Castro Pereira sina första seniorframträdanden, då Manchester United lånade ut honom till League One-klubben Rochdale. Efter att ha återvänt till Manchester United fick han i februari 2016 för första gången plats på bänken, i Europa League-matchen mot danska Midtjylland. Det hann dock inte bli någon debut i den engelska storklubben innan han skickades iväg på ett nytt lån. Den 31 augusti 2016 blev det nämligen klart att målvakten skulle lånas ut till portugisiska högstadivisionslaget Belenenses. I januari 2017 återvände han till Manchester United för rollen som tredjemålvakt för resten av säsongen.
Väl tillbaka i Manchester United kunde Joel Castro Pereira göra sin a-lagsdebut för klubben i FA-Cupmatchen mot Wigan Athletic den 29 januari 2017. Det sedan han bytts in till förmån för Sergio Romero när tio minuter återstod av matchen. I säsongens sista Premier League-match fick Castro Pereira även göra sin ligadebut för Manchester United, då han var en av flera yngre spelare som fick chansen mot Crystal Palace den 21 maj 2017.
Den 2 augusti 2018 lånades Pereira ut till Vitória de Setúbal på ett låneavtal över säsongen 2018/2019. Den 10 januari 2019 återkallades Pereira av Manchester United. Den 31 januari 2019 lånades Pereira ut till belgiska Kortrijk på ett låneavtal över resten av säsongen 2018/2019. Den 13 augusti 2019 lånades Pereira ut till skotska Hearts på ett låneavtal över säsongen 2019/2020. Den 31 maj 2020 återvände Pereira till Manchester United. Den 29 augusti 2020 lånades Pereira ut till Huddersfield Town på ett låneavtal över säsongen 2020/2021.
Den 4 juni 2021 meddelade Manchester United att Pereira skulle lämna klubben i samband med att hans kontrakt gick ut.

## Landslagskarriär
Trots att han är född i Schweiz har Joel Castro Pereira valt att representera Portugal på landslagsnivå. Sommaren 2016 var målvakten en del av den portugisiska truppen som deltog i OS i Rio de Janeiro.